# Asura obliqua
Asura obliqua là một loài bướm đêm thuộc phân họ Arctiinae, họ Erebidae.